# St. Lucas (Iowa)
St. Lucas est une ville du comté de Fayette, en Iowa, aux États-Unis. Elle est incorporée le 6 mars 1900.